# Segontium

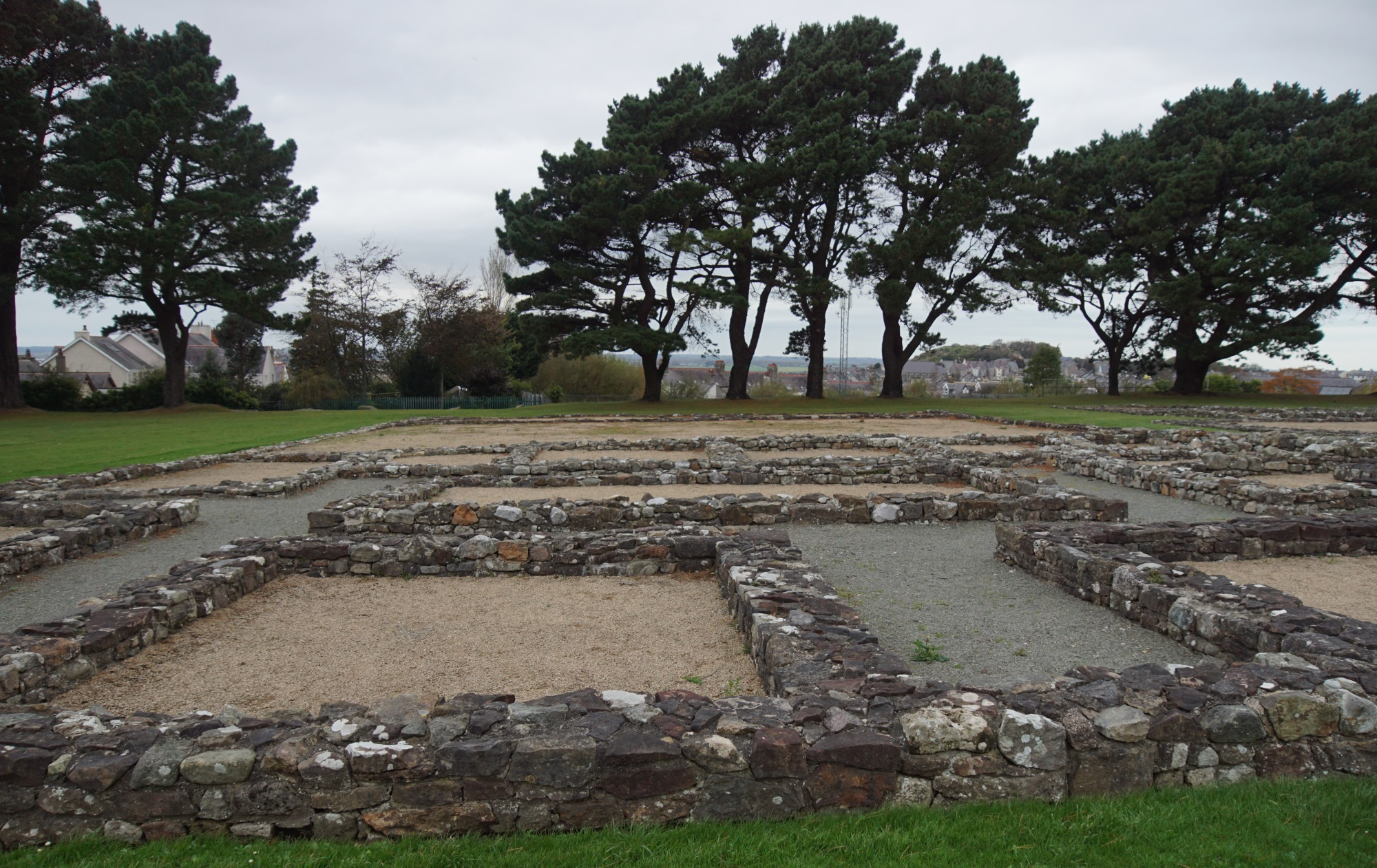
Het praetorium, de woning van de commandant van het fort.

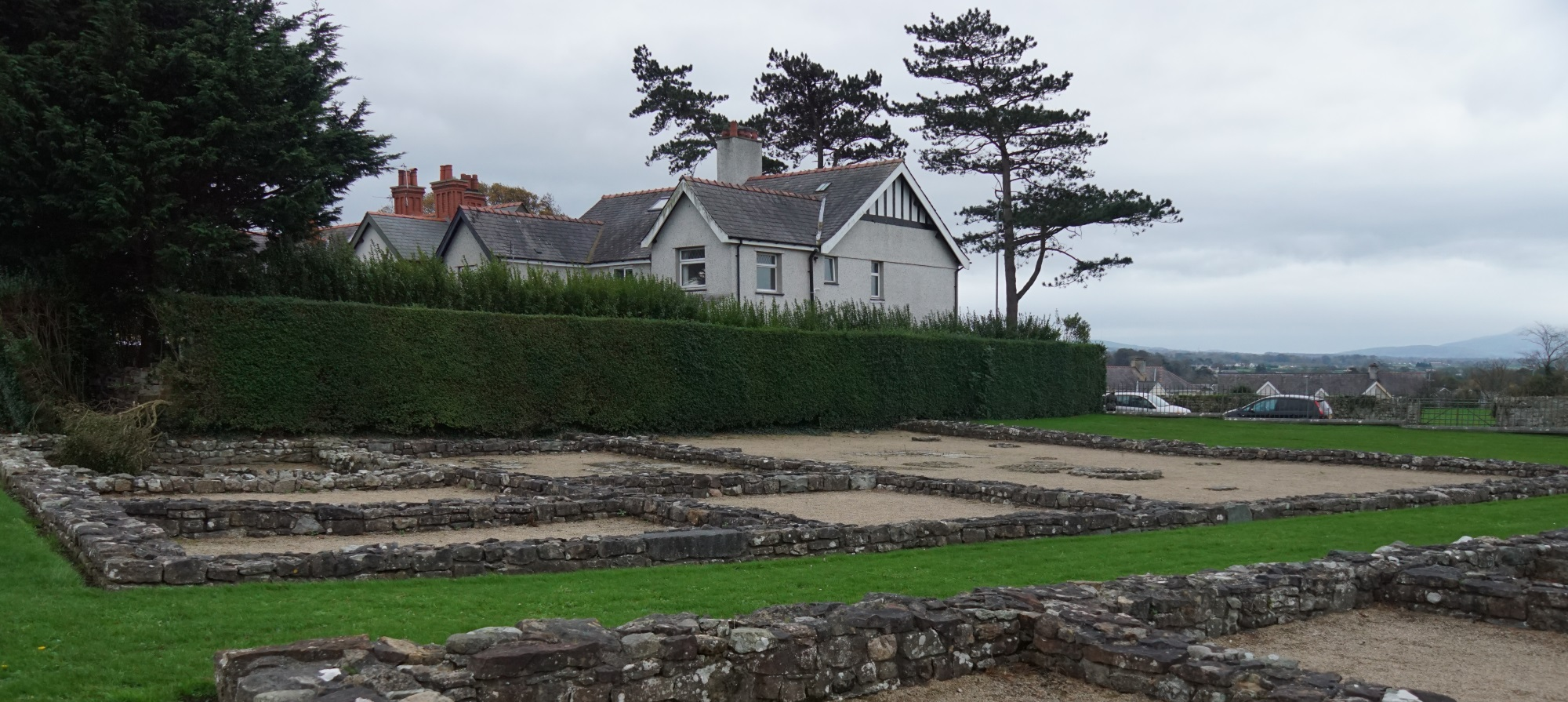
De principia, het hoofdkwartier van het fort. Linksachter bevond zich het sacellum, het heiligdom van het fort, met een kelder waar het geld werd bewaard. Rechts de binnenplaats met put.

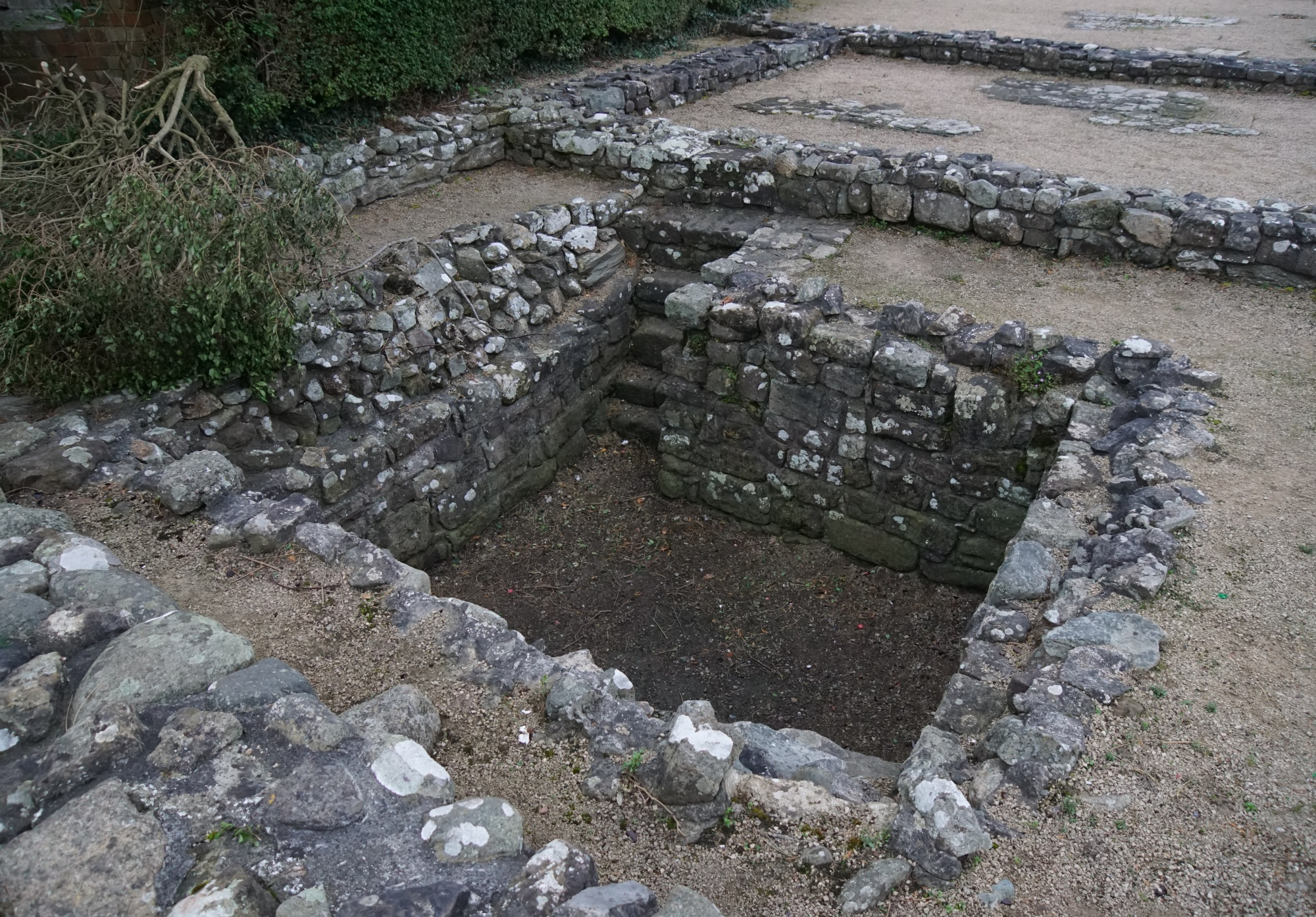
De stenen kelder onder het sacellum in de principia. Hier werd het geld van het fort bewaard.

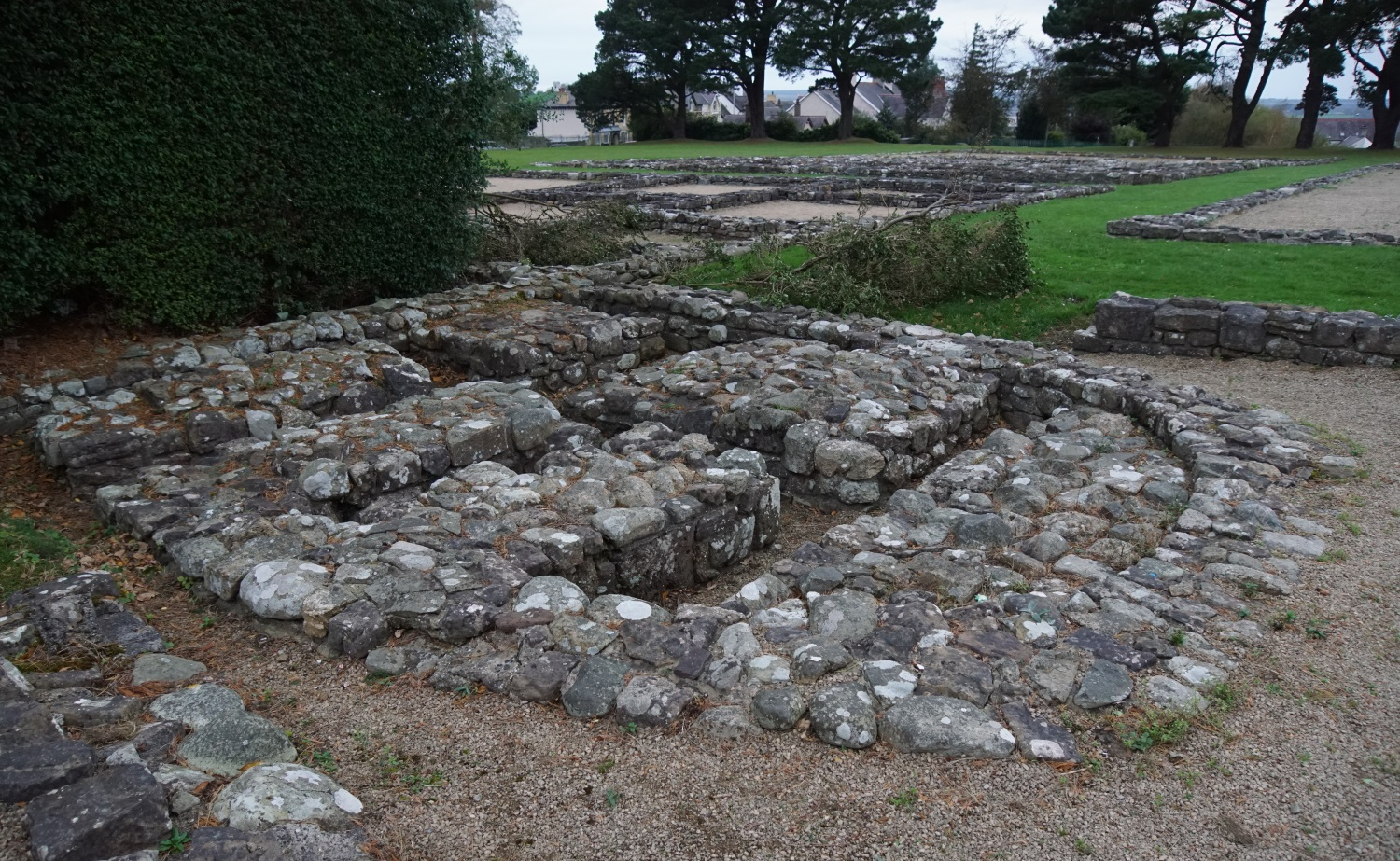
Opslagplaats voor graan.

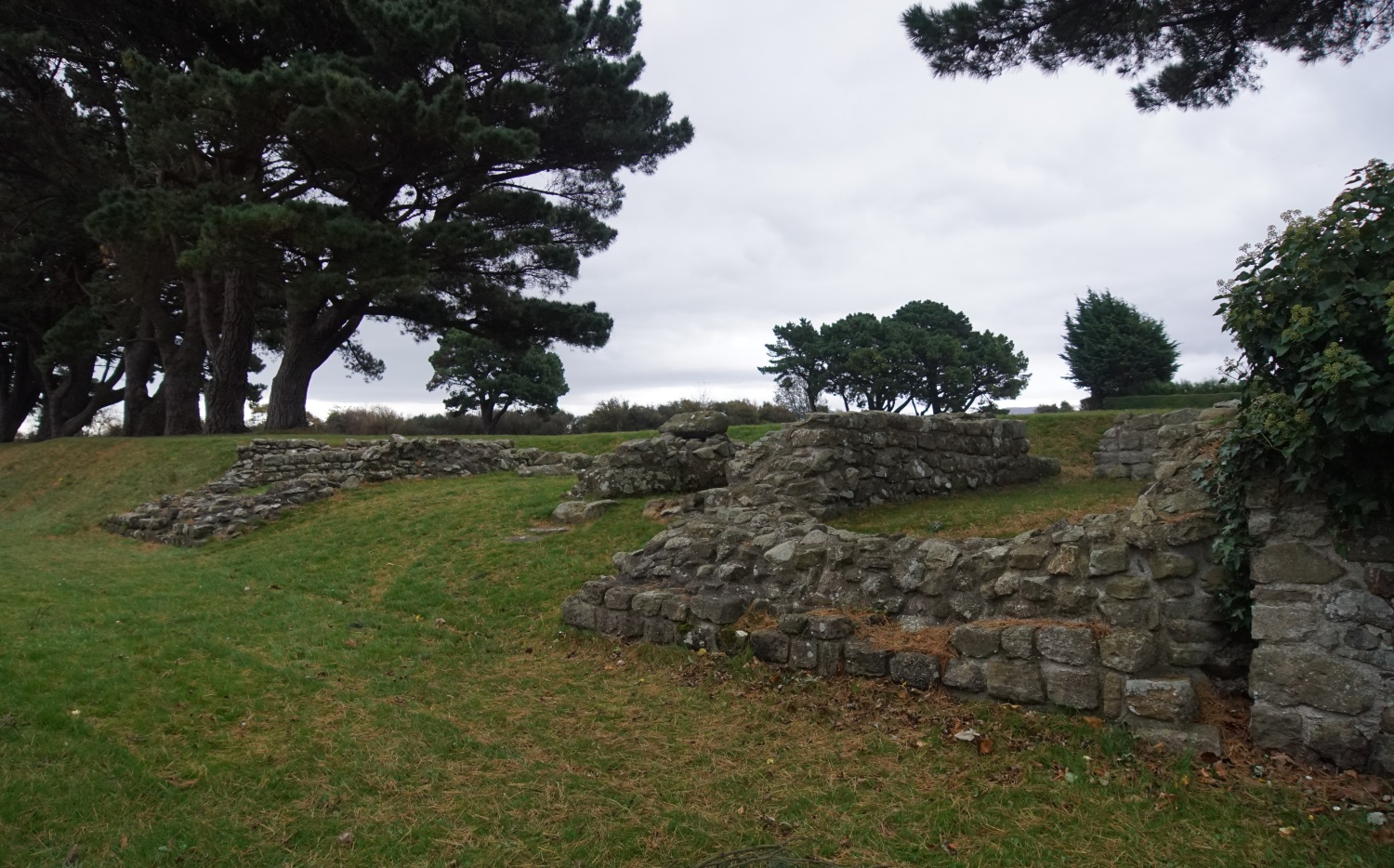
Overblijfselen van de westelijke poort.

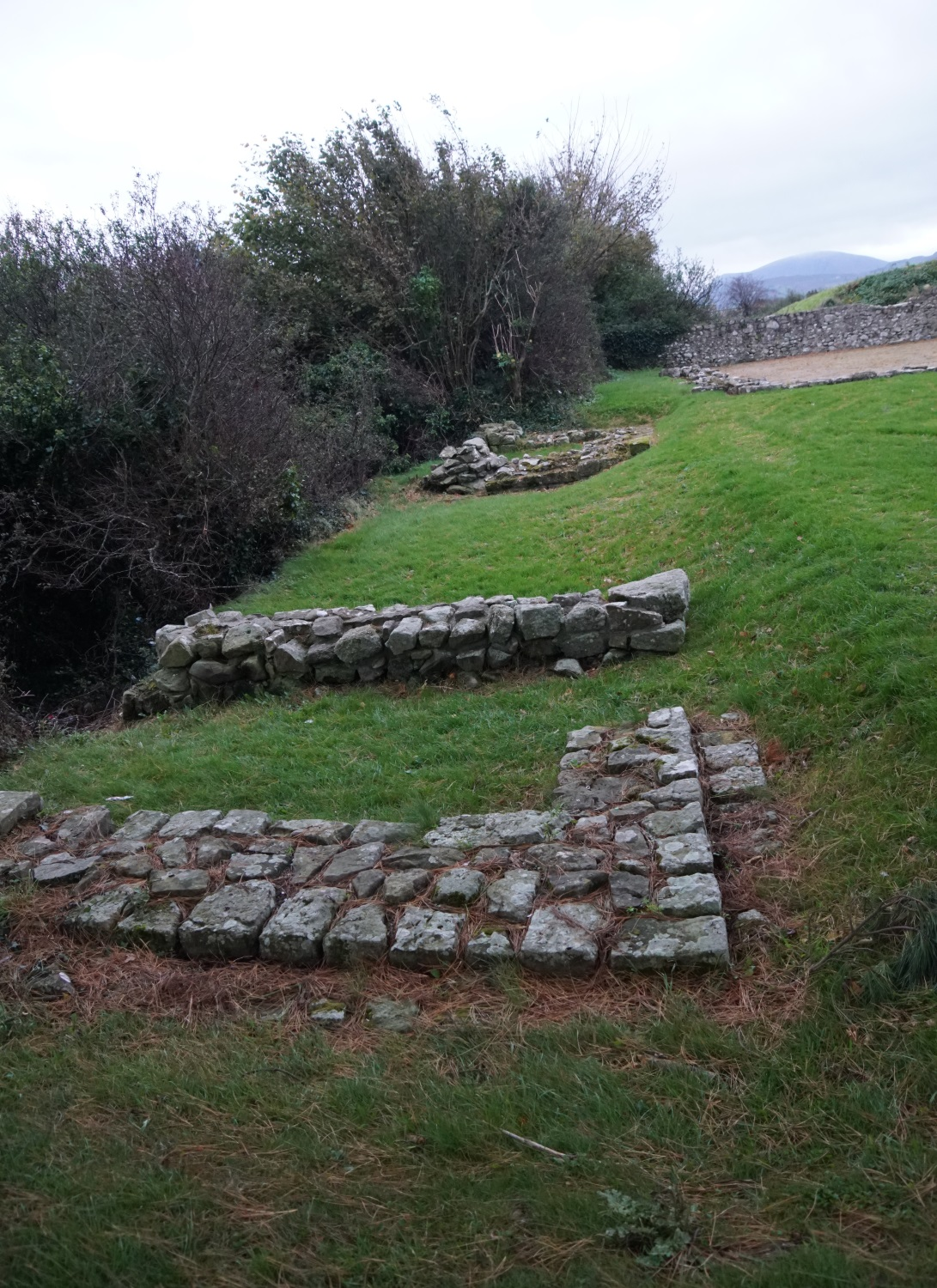
Overblijfselen van de noordelijke poort.

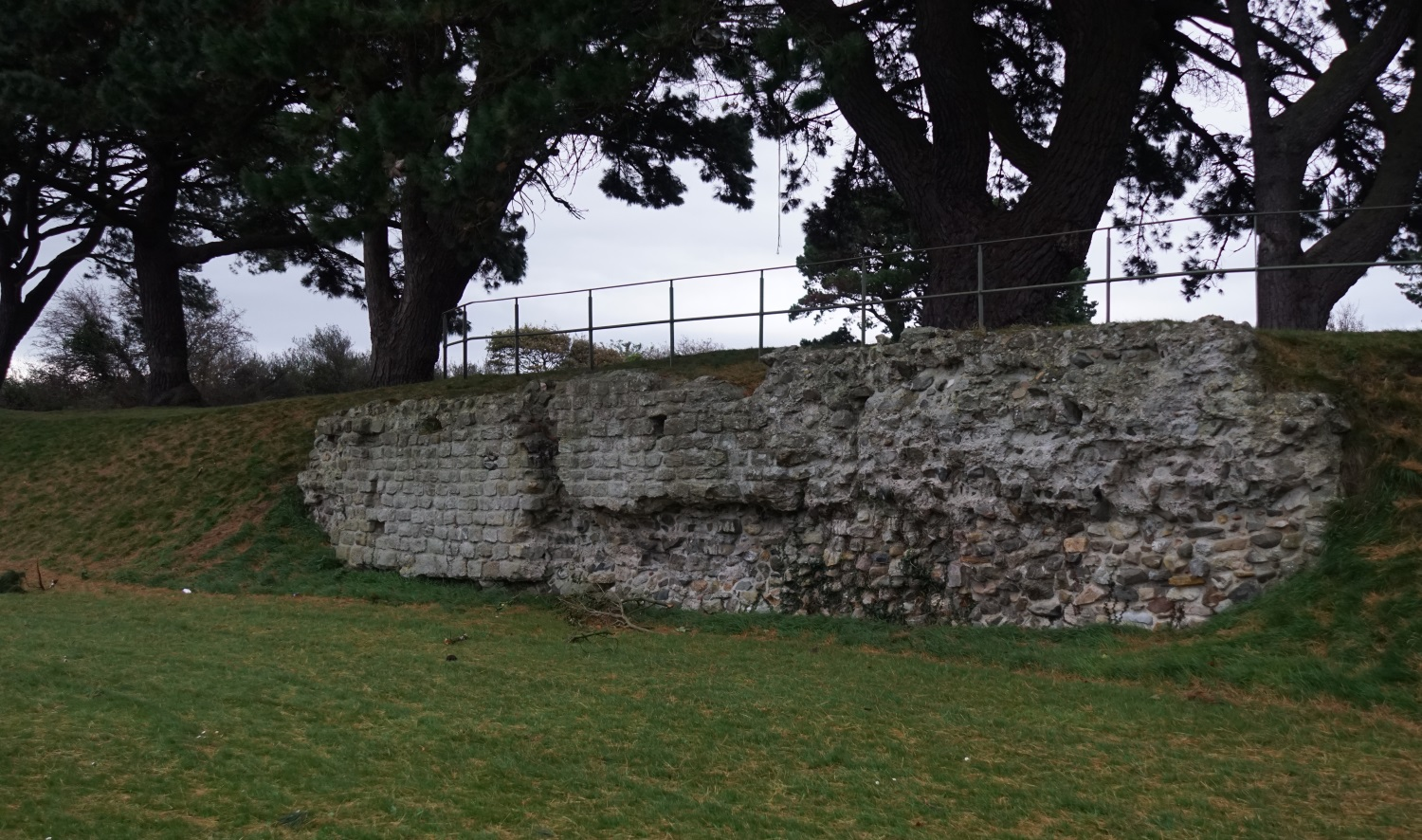
Deel van de noordelijke ommuring van het fort.

Segontium was een Romeins fort voor auxilia, gelegen in Caernarfon in de Welshe regio Gwynedd in het Verenigd Koninkrijk. Het fort werd gesticht in de 1e eeuw en verbouwd tot in de 4e eeuw.

## Geschiedenis
In 77 arriveerde Gnaeus Julius Agricola in Britannia om er orde op zaken te stellen. Zijn eerste doel was het veroveren van het gebied Noord-Wales, dat de Romeinen hadden verloren aan de Ordovices. Agricola overwon deze stam en legde vervolgens het fort Segontium aan. Dit gebeurde in 77 of 78.
Segontium was het grootste en belangrijkste fort in Noord-Wales. Het belangrijkste doel van het fort was om te zorgen dat het eiland Anglesey in Romeinse handen bleef. Dit eiland was rijk aan mineralen en had genoeg landbouwgrond om een leger te voeden.
Het fort had ruimte voor duizend soldaten die in barakken werden gehuisvest. Het fort was zelfvoorzienend. Om het fort heen ontstond een stadje, een zogenaamde vicus. De resten hiervan liggen onder de straten van de moderne stad, ten zuiden en westen van het fort. Er is één substantieel overblijfsel van de vicus, namelijk een hoge Romeinse muur die vermoedelijk deel uitmaakte van een warenhuis uit de 3e eeuw, gebruikt voor opslag van goederen die werden aangevoerd door schepen. Deze ommuring is bekend onder de naam Hen Waliau.
In de vroege 2e eeuw werd de houten omwalling vervangen door een van steen. De houten gebouwen in het fort werden ook geleidelijk vervangen door stenen gebouwen. Grote herbouw-activiteiten vonden plaats in 140, 200, 300 en 350.
Rond 400 werd het fort verlaten. Het werd hiermee langer bewoond dan enig ander fort in de regio; dit wijst erop dat het fort niet alleen militair maar ook administratief en economisch belangrijk was.
In de periode 1921-1923 verrichtte Mortimer Wheeler er archeologische opgravingen.

## Bouw
Het fort staat vlak bij de Menai Strait aan het eind van de Romeinse weg die begon in Deva Victrix, het latere Chester. Ten zuiden van het fort ligt de rivier de Seiont die het fort zijn naam gaf. De Romeinen bouwden daar een kade, die ervoor zorgde dat ze via de zee konden worden bevoorraad.
Het fort is in de 21e eeuw gelegen aan de Constantine Road in Caernarfon, een weg die dwars door het oude fort loopt.
Het fort Segontium volgde de traditionele plattegrond. Deze was rechthoekig met afgeronde hoeken. Het fort besloeg ongeveer 1,8 hectare. Het fort had  poorten in het midden van de vier zijdes met wegen tussen de tegenover elkaar liggende poorten. De plattegrond van het fort is een kwartslag gedraaid: de oost-west-weg ligt noordoost-zuidwest.  In het midden van het fort lag de principia, het hoofdkwartier, en ten westen ervan lag het praetorium, de woning van de commandant van het fort. Eromheen lagen onder andere de barakken voor de soldaten en de graanopslagplaatsen. In de zuidoostelijke hoek van het fort lag een badhuis. In de principia is de stenen kelder bewaard gebleven waarin het fort het geld bewaarde. Deze kelder lag onder het heiligdom van het fort, het sacellum, waar ook de vlag van het garnizoen werd bewaard. Dit werd zo gedaan om diefstal te ontmoedigen. Op de binnenplaats is een put overgebleven. Van de muren van het fort zijn delen overgebleven, tot drie meter hoog. Delen van de poorten aan de west- en noordzijde zijn ook bewaard gebleven. Verder fundamenten van de genoemde gebouwen.

## Folkore
Het Romeinse fort Segontium heeft een plaats gevonden in de Welshe mythologie. Het komt voor in het Witte Boek van Rhydderch, dat dateert van ongeveer 1350. In het verhaal De droom van Macsen Wledig (in het Welsh: Breuddwyd Macsen Wledig) komt het Romeinse fort Segontium voor onder de naam Caer Aber Seint, het fort met de vele torens aan de monding van de Seiont. Dit verhaal is een liefdesgeschiedenis tussen een Romeinse keizer, vermoedelijk Magnus Maximus en een Britse prinses. Zij trouwen en regeren samen het keizerrijk vanuit dit kasteel in Wales.

## Beheer
Het Segontium Roman Fort wordt beheerd door Cadw, net als Caerwent Roman Town. 
Op locatie bevindt zich een klein museum, dat enige vondsten van het fort tentoonstelt. Ook vondsten van het nabij gelegen Caernarfon Mithraeum, een tempel gewijd aan Mithras, ten oosten van het fort, en van de Romeinse begraafplaats (op de plek van de nieuwe begraafplaats aan de overkant van de weg bij St Peblig's Church) zijn er te vinden.